# Uniwersum (matematyka)
Uniwersum (z łac. ogół, wszystko, Wszechświat) – klasa wszystkich elementów rozpatrywanych w danym kontekście matematycznym. 

## Przykłady
- uniwersum modelu teorii mnogości – stanowią je wszystkie zbiory i klasy
- uniwersum (nośnik, podkład) danej struktury matematycznej
- uniwersum w teorii modeli
- uniwersum Herbranda
- uniwersum języka